# Fulford (Staffordshire)
Fulford es una parroquia civil y un pueblo del distrito de Stafford, en el condado de Staffordshire (Inglaterra).

## Geografía
Según la Oficina Nacional de Estadística británica, Fulford tiene una superficie de 14,91 km².

## Demografía
Según el censo de 2001, Fulford tenía 5579 habitantes (48,93% varones, 51,07% mujeres) y una densidad de población de 374,18 hab/km². El 15,11% eran menores de 16 años, el 75,34% tenían entre 16 y 74, y el 9,55% eran mayores de 74. La media de edad era de 44,76 años. Del total de habitantes con 16 o más años, el 20,29% estaban solteros, el 64% casados, y el 15,71% divorciados o viudos.
Según su grupo étnico, el 98,8% de los habitantes eran blancos, el 0,41% mestizos, el 0,48% asiáticos, el 0,25% negros, y el 0,05% chinos. La mayor parte (97,9%) eran originarios del Reino Unido. El resto de países europeos englobaban al 0,68% de la población, mientras que el 1,42% había nacido en cualquier otro lugar. El cristianismo era profesado por el 84,17%, el budismo por el 0,07%, el hinduismo por el 0,22%, el islam por el 0,2%, el sijismo por el 0,05%, y cualquier otra religión, salvo el judaísmo, por el 0,27%. El 7,94% no eran religiosos y el 7,08% no marcaron ninguna opción en el censo.
Había 2328 hogares con residentes, 47 vacíos, y 3 eran alojamientos vacacionales o segundas residencias.